# Nola (Centraal-Afrikaanse Republiek)
Nola is een stad in het zuidwesten van de Centraal-Afrikaanse Republiek, en tevens de hoofdstad van het prefectuur Sangha-Mbaéré. De stad ligt bij de samenvloeiing van de Kadéï en de Mambéré, ten noorden van het nationaal park Dzanga-Ndoki. Nola is een centrum van diamantwinning.